# Eden Saban

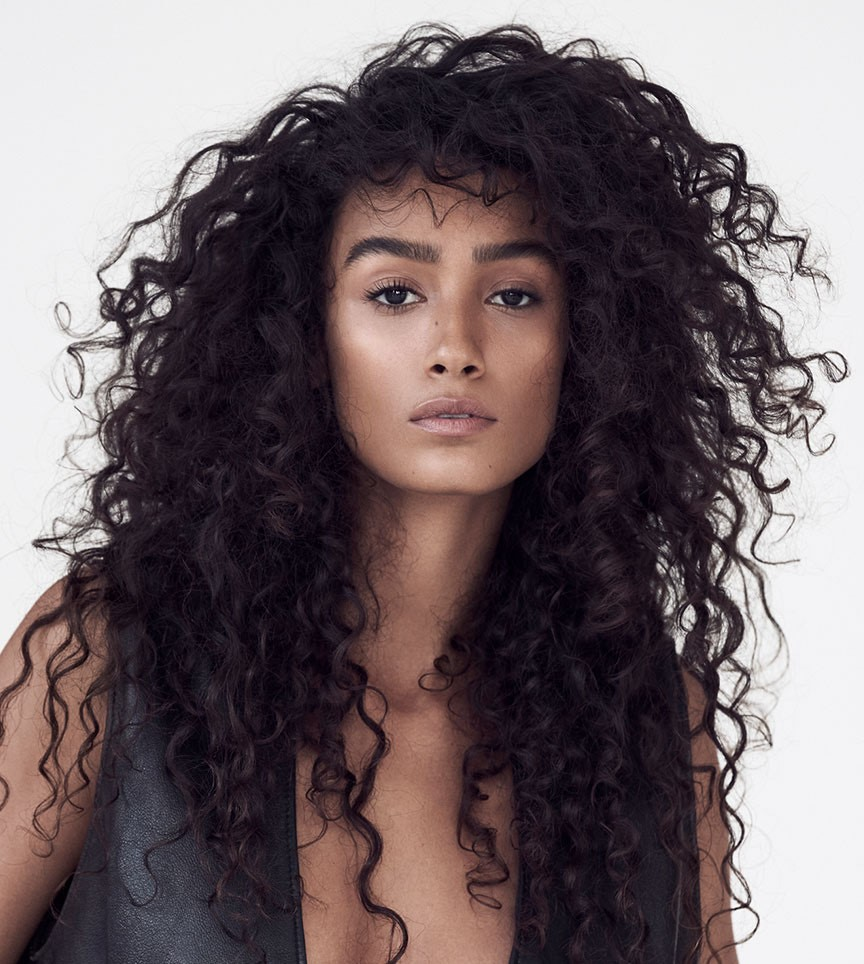
Eden Saban

Eden Saban (hebräisch עדן סבן; * 30. November 1995 in Sde Uziyahu, Israel) ist eine israelische Schauspielerin und Model.

## Leben und Karriere
Saban wurde in Moshav Sde Uziahu als Sohn einer äthiopischen Mutter und eines libyschen Vaters geboren. Sie wuchs in Aschdod auf. Als sie ein Jahr alt war, ließen sich ihre Eltern scheiden.
2014 war sie in den Musikvideo Siman von Eliad Nahum zu sehen. Anschließend nahm sie 2017 an der israelischen Version von Big Brother teil. Außerdem bekam sie 2019 in dem Film Full Gas eine Hauptrolle. 2020 wurde sie für dei Serie Charlie Golf One gecastet. Im selben Jahr setzte sie ihre Karriere in Juda fort. Von 2020 bis 2022 spielte Saban in der Serie Spyders mit. 2021 trat sie in Motek Bool BaEmtza auf. Unter anderem bekam Saban 2022 eine Rolle in dem Film Ole LaRosh.

## Privates
2019 heiratete Saban Adam Tal. Das Paar ließ sich 2021 scheiden. Derzeit lebt Eden Saban in Tel Aviv.

## Filmografie (Auswahl)
Filme
- 2019: Full Gas
- 2022: Ole LaRosh

Serien
- 2020: Messiah
- 2020: Charlie Golf One
- 2020: Juda
- 2021: Motek Bool BaEmtza
- 2020–2022: Spyders
- 2024: 8200 (Ruach Tzafonit)
- 2024: Indal
- 2025: Das Haus David